# 环硫乙烷-S-氧化物
环硫乙烷-S-氧化物是一种有机硫化合物，化学式为C2H4SO。它是无色液体，是最简单的亚砜之一。它的环的张力使之成为活泼的分子，在加热时会分解为乙烯和一氧化硫。它可以通过环硫乙烷和高碘酸盐的氧化反应制得。它经过进一步氧化可以得到环硫乙烷-1,1-二氧化物。它可以和金属形成配位化合物，如和四氯化锡在二氯甲烷中反应，可以得到SnCl4(OSC2H4)2。